# O. F. Mossberg & Sons
O. F. Mossberg & Sons o simplemente Mossberg, es una empresa  estadounidense, fabricante de armas de fuego, especializada en escopetas y en sus accesorios, así como en miras, pistolas y otras armas de fuego.

## Historia

### Orígenes
Oscar Frederick Mossberg (1866–1937) nació el 1 de septiembre de 1866 en Suecia, cerca del pueblo de Svanskog en Värmland, y emigró a los Estados Unidos en 1886. Mossberg fue a trabajar para Iver Johnson Arms & Cycle Works, una empresa ubicada en Fitchburg, Massachusetts.
Mientras estuvo en Iver Johnson, Mossberg supervisó la fabricación de pistolas y escopetas, contribuyendo con algunos de sus propios diseños patentados, incluido un mecanismo de bloqueo de seguridad para el revólver Iver Johnson.
Cuando Mossberg dejó Iver Johnson, se hizo cargo de la pequeña compañía C.S. Shattuck Arms Corporation, ubicada cerca de Hatfield, Massachusetts, que fabricaba escopetas de uno y dos cañones.
Posteriormente, pasó a trabajar para J. Stevens Arms & Tools Corporation, donde diseñó una pequeña pistola de cuatro disparos que patentó a su nombre. Trabajando en un antiguo granero detrás de su casa, Mossberg y sus hijos fabricaron alrededor de 500 de estas pistolas de cuatro tiros entre 1907 y 1909. 
En 1914, Mossberg dejó a J. Stevens y se mudó a New Haven, Connecticut, para trabajar en Marlin-Rockwell.
En 1919, cuando Marlin-Rockwell quebró, (principalmente fabricaban ametralladoras, y acababa de terminar la Primera Guerra Mundial), los desempleados O. F. Mossberg, de 53 años, y sus dos hijos, Iver y Harold, fundaron una nueva empresa fabricante de armas de fuego, O. F. Mossberg & Sons, los Mossberg alquilaron un pequeño loft en la calle State, en New Haven, Connecticut.
Los Mossberg comenzaron a trabajar en una pistola de bolsillo del calibre 22 de cuatro tiros, la Brownie. Esta pistola fue comercializada en gran parte gracias a los cazadores, para su uso en el sacrificio de animales heridos o atrapados, se produjeron aproximadamente 37.000 pistolas Brownie entre 1920 y 1932.

### Producción en Connecticut
Gracias a la pistola Brownie, el negocio de armas de fuego de los Mossberg creció constantemente, y en 1921 la compañía compró un edificio en la calle Greene, en New Haven, Connecticut.
En 1922, la compañía presentó el primero de una nueva línea de rifles Mossberg .22, un rifle de repetición accionado por corredera, y diseñado por Arthur E. Savage, el hijo del propietario de Savage Arms. 
Después de construir una tercera fábrica de armas en New Haven, Connecticut, en 1937, Mossberg continuó produciendo armas de fuego sencillas y económicas para el mercado civil. Mossberg murió en 1937 y el negocio continuó bajo la dirección de su hijo Harold.
Durante la Segunda Guerra Mundial, la compañía fabricó piezas para la ametralladora pesada Browning M2 del calibre .50 BMG, y el rifle Lee-Enfield No.4 Mk1 bajo contrato, en los Estados Unidos se utilizaron para el entrenamiento preliminar de armas ligeras en el Ejército y la Armada.
En 1960, la empresa trasladó la producción a una nueva instalación en North Haven, a unas pocas millas de distancia. Al mismo tiempo, la fábrica empleó a cientos de trabajadores calificados, muchos de los cuales habían trabajado anteriormente para otros fabricantes de armas de fuego conocidos como Colt's Manufacturing Company, Marlin Firearms, Smith & Wesson y Winchester Repeating Arms Company.

### Actualidad
O. F. Mossberg & Sons, sigue siendo una empresa familiar hasta el día de hoy, y es el fabricante de armas de propiedad familiar más antiguo de Estados Unidos. En la actualidad, aunque la sede central todavía se encuentra en North Haven, la compañía ha trasladado casi toda la producción de armas de fuego a sus instalaciones de Eagle Pass, Texas, en respuesta a la nueva legislación sobre armas de fuego, y ha reducido su fuerza laboral en North Haven.

## Armas de fuego

### Fusiles
- Mossberg 100 ATR
- Mossberg 183
- Mossberg 464
- Mossberg 702 Plinkster
- Mossberg 715 T
- Mossberg Modern Rifle

### Escopetas
- Mossberg 185
- Mossberg 500
- Mossberg 590
- Mossberg 590A1
- Mossberg 930
- Mossberg 940 JM Pro
- Serie Mossberg 9200
- Mossberg Maverick
- New Haven 600

### Pistolas
- Mossberg Brownie
- Mossberg MC-1-SC
- Mossberg MC-2-C